# Österreichische Handballmeisterschaft 2011/12
Die 51. Saison der Österreichischen Handballmeisterschaft begann im August 2011 und endete im Juni 2012. Der amtierende Meister der Saison 2010/11 Aon Fivers Margareten konnte den Titel nicht verteidigen. Meister wurde der Alpla HC Hard. Alle Mannschaften schafften den Klassenerhalt.

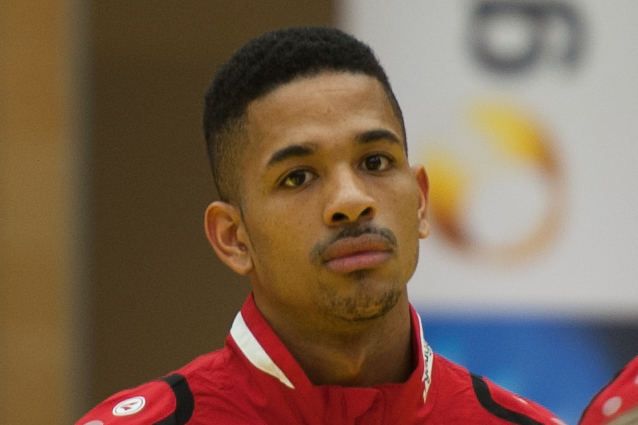
Raul Santos Torschützenkönig des Grunddurchgangs 2011/12

## Handball Liga Austria
In der höchsten Spielklasse, der HLA, sind zehn Teams vertreten.
Die Meisterschaft wurde in mehrere Phasen gegliedert. In der Hauptrunde spielten alle Teams eine einfache Hin- und Rückrunde gegen jeden Gegner. Danach wurde die Liga in zwei Gruppen geteilt.
Die ersten sechs Teams spielten in der weiteren Hin- und Rückrunde um den Einzug ins HLA-Halbfinale, während die letzten vier Teams gegen die besten vier Mannschaften der zweithöchsten Spielklasse um den Klassenerhalt kämpfen mussten.

### Grunddurchgang HLA
|     | Verein                          | R  | S  | U | N  | Tore    | Diff. | Punkte |
| --- | ------------------------------- | -- | -- | - | -- | ------- | ----- | ------ |
| 1.  | UHK Krems                       | 18 | 10 | 4 | 4  | 520:476 | +44   | 24:12  |
| 2.  | HC Linz AG                      | 18 | 12 | 0 | 6  | 486:476 | +10   | 24:12  |
| 3.  | Alpla HC Hard                   | 18 | 8  | 7 | 3  | 476:434 | +42   | 23:13  |
| 4.  | A1 Bregenz                      | 18 | 9  | 4 | 5  | 536:507 | +29   | 22:14  |
| 5.  | Aon Fivers Margareten (M)       | 18 | 10 | 2 | 6  | 552:542 | +10   | 22:14  |
| 6.  | HIT medalp Tirol                | 18 | 8  | 3 | 7  | 486:484 | +2    | 19:17  |
| 7.  | SG Handball West Wien           | 18 | 7  | 2 | 9  | 509:511 | −2    | 16:20  |
| 8.  | ULZ Schwaz                      | 18 | 5  | 3 | 10 | 445:466 | −21   | 13:23  |
| 9.  | Union Leoben                    | 18 | 6  | 0 | 12 | 536:559 | −23   | 12:24  |
| 10. | HSG Raiffeisen Bärnbach/Köflach | 18 | 2  | 1 | 15 | 491:582 | −91   | 5:31   |

| Legende | Legende                    |
| ------- | -------------------------- |
|         | Meister-Playoff            |
|         | Abstiegs-Playoff           |
| (M)     | Meister der letzten Saison |

### Torschützenliste Grunddurchgang
| Platzierung | Spieler              | Verein                         | Spielklasse | Tore | 7-Meter | Feldtore |
| ----------- | -------------------- | ------------------------------ | ----------- | ---- | ------- | -------- |
| 1           | Raul Santos          | Union Leoben                   | HLA         | 150  | 34      | 116      |
| 2           | Tobias Schopf        | UHK Krems                      | HLA         | 125  | 41      | 84       |
| 3           | Povilas Babarskas    | HIT medalp Tirol               | HLA         | 107  | 4       | 103      |
| 4           | Christoph Edelmüller | Handballclub Fivers Margareten | HLA         | 103  | 33      | 70       |
| 5           | Spyridon Balomenos   | Union Leoben                   | HLA         | 96   | 2       | 94       |
| 6           | Romas Kirveliavičius | Handballclub Fivers Margareten | HLA         | 93   | 0       | 93       |
| 7           | Lucas Mayer          | Bregenz Handball               | HLA         | 90   | 0       | 90       |
| 8           | Stefan Lehner        | HC Linz AG                     | HLA         | 87   | 5       | 82       |
| 9           | Alexander Hermann    | HC Linz AG                     | HLA         | 86   | 1       | 86       |
| 9           | Vedran Banic         | Bregenz Handball               | HLA         | 86   | 17      | 69       |

### Meister-Playoff
|    | Verein                    | R  | S | U | N | Tore    | Diff. | Punkte |
| -- | ------------------------- | -- | - | - | - | ------- | ----- | ------ |
| 1. | UHK Krems                 | 10 | 6 | 0 | 4 | 275:261 | +14   | 17:8   |
| 2. | Alpla HC Hard             | 10 | 6 | 0 | 4 | 264:244 | +20   | 15:8   |
| 3. | Aon Fivers Margareten (M) | 10 | 7 | 0 | 3 | 289:258 | +31   | 15:6   |
| 4. | HIT medalp Tirol          | 10 | 5 | 1 | 4 | 245:255 | −10   | 11:9   |
| 5. | HC Linz AG                | 10 | 2 | 1 | 7 | 243:256 | −22   | 9:15   |
| 6. | A1 Bregenz                | 10 | 3 | 0 | 7 | 250:283 | −33   | 8:14   |

### HLA-Halbfinale
| Verein                | Tore  | Verein                |  |
| --------------------- | ----- | --------------------- |  |
| UHK Krems             | 25:23 | HIT medalp Tirol      |  |
| Alpla HC Hard         | 40:39 | Aon Fivers Margareten |  |
| HIT medalp Tirol      | 27:25 | UHK Krems             |  |
| Aon Fivers Margareten | 29:22 | Alpla HC Hard         |  |
| UHK Krems             | 32:35 | HIT medalp Tirol      |  |
| Alpla HC Hard         | 27:24 | Aon Fivers Margareten |  |

### HLA-Finale (Best of three)
| Verein           | Tore  | Verein           |  |
| ---------------- | ----- | ---------------- |  |
| Alpla HC Hard    | 24:23 | HIT medalp Tirol |  |
| HIT medalp Tirol | 23:21 | Alpla HC Hard    |  |
| Alpla HC Hard    | 26:19 | HIT medalp Tirol |  |

### HLA-Endstand
| Legende | Legende                    |
| ------- | -------------------------- |
|         | EHF Champions League       |
|         | EHF-CUP                    |
|         | EHF Challenge Cup          |
| (M)     | Meister der letzten Saison |

### Aufstiegs-Playoff
|    | Verein                          | R     | S  | U | N  | Tore    | Diff. | Punkte |
| -- | ------------------------------- | ----- | -- | - | -- | ------- | ----- | ------ |
| 1. | SG Handball West Wien           | 14/14 | 12 | 0 | 2  | 473:394 | +79   | 24:4   |
| 2. | Union Leoben                    | 14/14 | 12 | 0 | 2  | 439:364 | +75   | 24:4   |
| 3. | HSG Raiffeisen Bärnbach/Köflach | 14/14 | 10 | 0 | 4  | 473:425 | +48   | 20:8   |
| 4. | ULZ Schwaz                      | 14/14 | 9  | 0 | 5  | 419:353 | +66   | 18:10  |
| 5. | Sc Ferlach/T.                   | 14/14 | 5  | 0 | 9  | 381:407 | −26   | 10:18  |
| 6. | HC kelag Kärnten                | 14/14 | 3  | 0 | 11 | 365:437 | −72   | 6:22   |
| 7. | ATV Autohaus Pichler Troifaiach | 14/14 | 3  | 0 | 11 | 432:524 | −92   | 6:22   |
| 8. | UHC Gänserndorf                 | 14/14 | 2  | 0 | 12 | 334:412 | −78   | 4:24   |

| Legende | Legende             |
| ------- | ------------------- |
|         | Handball-Bundesliga |